# Actinometria

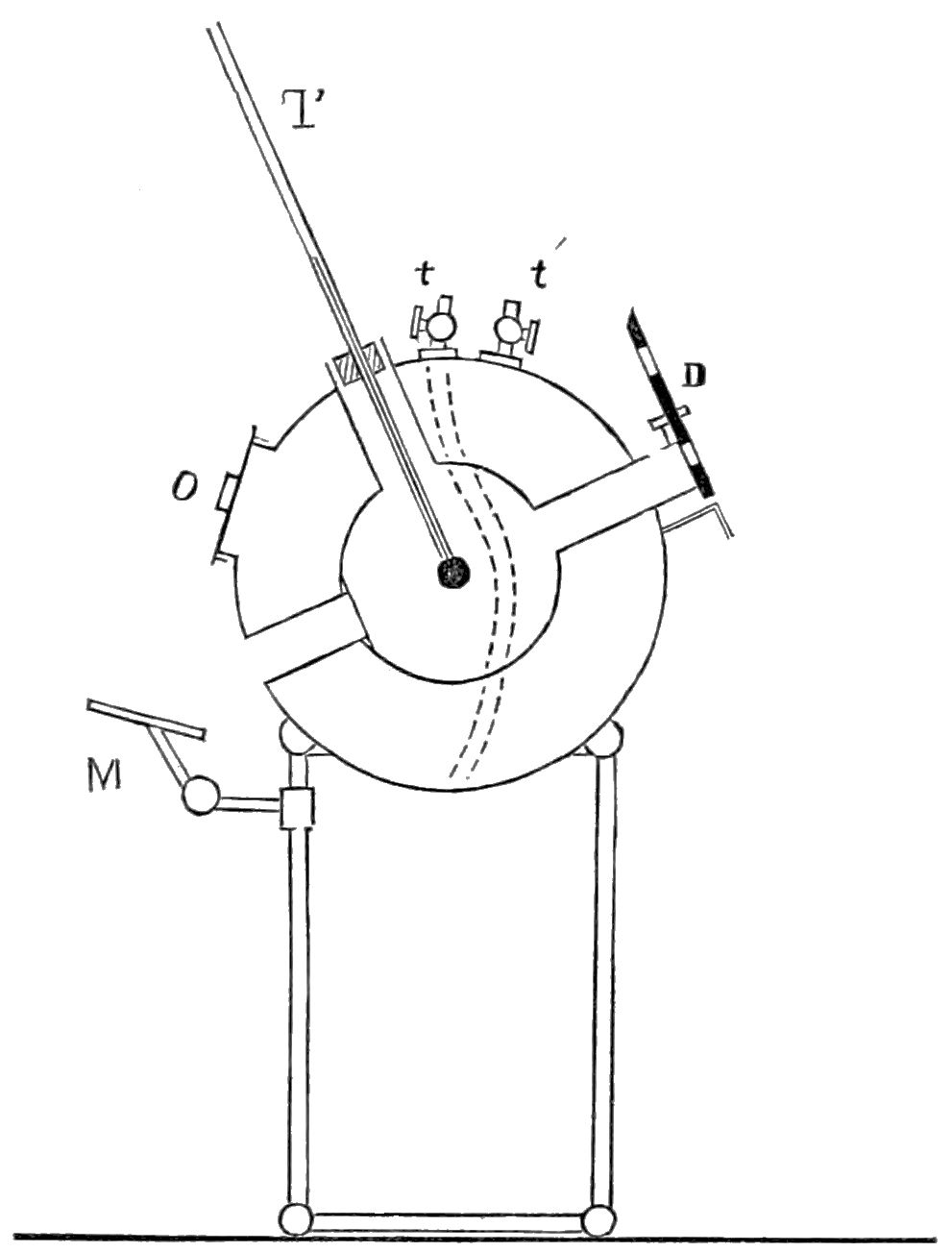
Actinometer Violle

Actinometria Química mede a intensidade de radiações eletromagnética pela quantificação do número de fótons incidentes e transmitidos. É usado em fotoquímica por ser um método relativamente simples e preciso desde os anos 70.
Normalmente atuam nas faixas de comprimento de onda ultravioleta e visível. As termopilhas e fotodiodos são dispositivos físicos oferecem leituras correlacionadas ao número de fótons detectados soluções de oxalato de ferro (III) podem ser usadas como um actinômetro químico, enquanto.

## Actinometria Química
Utiliza um actinômetro químico que, de acordo com o “Glossary of Terms Used in Photochemestry” (IUPAC Recomendations 1996), é um sistema químico ou um dispositivo físico onde o número de fótons pode ser determinado em um feixe de luz absorvido dentro do espaço definido por um reator químico ou por unidade de tempo.
A actinometria química envolve a medição do fluxo radiante através do rendimento de uma reação química. Requer uma substância química com um rendimento quântico conhecido e produtos de reação facilmente analisados.
O actinômetro químico, também chamado de dosímetro, é um sistema químico composto por um fluido, gás, sólido ou um ambiente microheterogeneo, que reage sob ação de um feixe de luz com determinado comprimento de onda (λ) em que o rendimento quântico (φλ) é bem definido. O cálculo do fluxo de fótons absorvidos (NAbs,λ) é determinado pela taxa de reação contanto que a absorbância (Aλ) nesse λ seja constante enquanto irradiado. O cálculo de fluxo de fótons incidente (N0,λ) é feito pela relação: NAbs,λ = N0,λ (1-10Aλ)
Quando a absorbância variar mais que 10% é preciso fazer a integração dqa absorbância diferencial em relação ao tempo, quando a absorção é total durante o tempo de radiação:  NAbs,λ = N0,λ.
Para medir o rendimento quântico é necessário medir diretamente a intensidade da radiação eletromagnética, para isso precisamos quantificar o número de fótons incidentes e emitidos. Existem equipamentos como células fotovoltaicas que são capazes de medir a intensidade destes fótons, porém elas não são comumente usadas devido às dificuldades encontradas quando se tentam obter resultados consistentes e reprodutíveis.

## História
O actinômetro foi inventado por John Herschel em 1825; ele introduziu o termo actinômetro, o primeiro de muitos usos do prefixo actin para instrumentos científicos, efeitos e processos.
A actinometria química envolve a medição do fluxo radiante através do rendimento de uma reação química. Requer uma substância química com um rendimento quântico conhecido e produtos de reação facilmente analisados.
Um exemplo é o actinômetro de ferrioxalato de potássio (K3Fe(C2O4)3.3H2O) em acido sulfúrico (H2SO4) na concentração de 0,1 M. irradiando a solução, na ausência de oxigênio, no comprimento de onda entre 250 e 500 nm ocorre a formação do íon Fe2+. O complexo precursor oxalato de Fe3+ usado no actinômetro deve ter absorbância muito alta para que o complexo de oxilato Fe2+ reduzido seja formado como um produto de operação do actinômetro que não absorve radiação incidente.
A principal substância utilizada é o sal do actinômetro de Parker6, K³(Fe(C2O4)3).3H2O (tris(oxalato) ferrato(III) de potássio triidratado ou ferrioxalato de potássio triidratado), um sólido de cor verde claro.

## Aplicações
A actinometria tem várias aplicações, incluindo estações meteorológicas e controle da pureza de águas etc.
a actinometria química cobre apenas o comprimento de onda de até 795 nm.
Em experimentos fotoquímicos envolvendo uma geometria de irradiação complexa os actinômetros químicos (AQ) são melhores para medir radiação. Em laboratórios fotobiológicos e fotoquímicos com equipamentos menos sofisticados a actinometria química é o procedimento padrão para medição de radiação. Os fotoquímicos que usam equipamentos físicos para medições de radiação precisam de padrões para recalibração de seus detectores. AQs são a primeira escolha para este procedimento. Para detectores com resposta independente do comprimento de onda, como termopilhas e joulímetro, a calibração por AQs é particularmente fácil, pois a calibração em apenas um comprimento de onda é suficiente.
Medidas de energia de pulsos de laser podem ser feitas por joulímetros. Em altas potências de laser, a maioria das AQs provavelmente perderá precisão e sensibilidade devido a múltiplos processos de fótons que ocorrem em altas densidades. No entanto, se a linearidade da leitura do joulímetro for garantida, uma calibração periódica feita por AQs com potência de laser reduzida é uma maneira fácil de controlar a precisão do medidor de energia. Aqueles AQs que foram investigados especialmente em altos fluxos de fótons usando excitação a laser podem ser usados como padrões para este propósito 

## Como escolher
O oxalato de uranila tem sido usado historicamente, mas é duas ordens de magnitude menos sensível do que actinômetro de oxalato férrico, complicado de analisar e muito tóxico. Este actinômetro é relativamente insensível à temperatura e ao comprimento de onda, mas a reação fotoquímica não tem uma estequiometria simples. Entre os produtos temos o íon U4+, juntamente com os produtos gasosos CO e CO2. A intensidade da luz é medida pela perda do íon oxalato durante a fotólise, que é feita por titulação da solução inicial e final com o íon permanganato.
Atualmente há estudos sobre a fotólise de nitrato onde usam 2-nitrobenzaldeído e ácido benzóico como eliminador de radicais para radicais hidroxila produzidos na fotólise de peróxido de hidrogênio e nitrato de sódio.

## Parâmetros de qualidade
Os actinômetros devem atender aos seguintes requisitos:
- O sistema fotoquímico deve ser simples e bem estudado. A fotorreação deve ser reprodutível sob condições experimentais bem definidas e facilmente controláveis.
- Os rendimentos quânticos devem ser conhecidos com precisão para um grande número de comprimentos de onda. Um amplo intervalo espectral utilizável e rendimentos quânticos independentes do comprimento de onda são desejados.
- Os componentes químicos devem ser termicamente estáveis para excluir complicações devido a reações escuras.
- Os métodos analíticos devem ser simples. A análise espectrofotométrica direta é preferida.
- O sistema deve exibir grande sensibilidade.
- O manuseio do sistema fotoquímico e a avaliação do número de fótons absorvidos devem ser simples e diretos.
- O material actinométrico deve ser fácil de sintetizar e purificar. De preferência, deve estar disponível comercialmente. A eliminação dos resíduos deve ser simples.[3]